# Amusemens des eaux de Spa
 (avril 2021).
Si vous disposez d'ouvrages ou d'articles de référence ou si vous connaissez des sites web de qualité traitant du thème abordé ici, merci de compléter l'article en donnant les références utiles à sa vérifiabilité et en les liant à la section « Notes et références ».
C'est sous le titre des Amusemens des eaux de Spa : ouvrage utile à ceux qui vont boire ces eaux minérales sur les lieux que le baron de Poellnitz (en allemand Karl Ludwig Freiherr von Pöllnitz) publia en 1734 un ouvrage d'un genre nouveau. Tout ce qui avait été publié sur Spa auparavant ne consistait guère que dans des traités contenant la description des fontaines ferrugineuses, leur composition chimique, leurs effets, le régime à suivre par les buveurs et bobelins, etc.
Dans l'ouvrage qui nous occupe, au contraire, l'auteur tout en parlant abondamment des fontaines, donnait une image très exacte de la société qui les fréquentait, décrivait, dans un style aimable et enjoué alors à la mode, la façon de vivre, les divertissements, les plaisirs, bref, les amusements de Spa.

## L'auteur
Il n'y a aucun doute sur l'identité de l'auteur : il s'agit de Karl Ludwig von Pöllnitz, né à Issum, village de l'électorat de Cologne, le 23 février 1692, mort le 23 juin 1775. Il fut chambellan de la cour de Prusse.
Il est aussi l'auteur des Amusemens des eaux d'Aix-la-Chapelle : ouvrage utile a ceux qui vont y prendre les bains, ou qui sont dans l'usage de ses eaux. Enrichi de tailles-douces, qui représentent les vues & perspectives de cette ville, de ses bains & fontaines, eglises & edifices publics. Par l'auteur des Amusemens des eaux de Spa, Amsterdam, 1736.

## Succès européen
L'ouvrage connut un grand succès et de nombreuses éditions ainsi que de nombreuses imitations dans leur forme, comme dans la manière de traiter le sujet. On relèvera :
Amusemens des eaux de Schwalsbach [sic], des bains de Wisbaden et de Schlangenbad (Liège, 1738 ; réimp. 1739, 1740), aussitôt traduits en allemand (1739), Amusemens des bains de Bade en Suisse, de Schintznach et de Pfeffers, par D.-F. de Merveilleux (à Londres, 1739), avec traduction allemande la même année, puis Amusemens des eaux de Baden en Autriche, das ist : angenehmer Zeitvertreib und Ergözlichkeiten, in dem Nieder-Oesterreichischen Baadner-Bad (Nuremberg, 1747), Amusemens des eaux de Cleve, oder Vergnügungen und Ergötzlichkeiten bey denen Wassern zu Cleve de Johann Heinrich Schütte (Lemgo, 1748 ; traduction néerlandaise Amsterdam, 1752), bien plus tard, Amusements des eaux de Passy par Henri-François de La Solle (Paris, 1787).
Une traduction en anglais, par Hans De Veil, paraît à Londres en 1736 : Les Amusemens de Spa : or the Gallantries of the Spaw in Germany. Containing the nature of the several springs... The reasons... why they are frequented by people of the first quality. The various diversions and amusements of the place... The whole adorn'd with thirteen copper plates... Translated from the original French.
Il existe aussi une traduction en allemand : Amusemens des eaux de Spa, oder, Vergnügungen und Ergötzlichkeiten bey denen Wassern zu Spaa ; aus dem Frantzösischen ins Teutsche übersetzet von P.G.v.K. Franckfurt ; Leipzig ; [Berlin : Rüdiger], 1735
Réimpression anastatique : Les Amusements de Spa, 2 t., lithographies de Mathieu-Antoine Xhrouet, éd. Culture et Civilisation, 1980.
Le médecin Jean-Philippe de Limbourg, qui exerçait à Spa, avait jugé de la vogue de l'ouvrage primitif auprès des bobelins. Il s'en appropria le titre pour rédiger un livre calqué absolument sur celui du baron de Poellnitz. Les Nouveaux Amusemens de Spa est édité à Paris en 1763 et se vend notamment à Liège chez Desoer. Une deuxième édition, revue et corrigée, reprenant le titre Les Amusemens de Spa, parut à Amsterdam en 1782-1783, en deux volumes.
On retrouvera un exemplaire des Nouveaux Amusemens de Spa dans la bibliothèque de Marie-Antoinette au Petit Trianon, un autre, abandonné sur le champ de bataille de Waterloo dans la bibliothèque portative de Napoléon.